# 克雷迪昂战役
41°22′00″N 23°1′00″E / 41.36667°N 23.01667°E
克雷迪昂战役是1014年拜占庭-保加利亚战争一个决定性的战役。战后的保加利亚第一帝国彻底崩溃，于不久后被拜占庭所灭，结束了拜占庭马其顿王朝和保加利亚自9、10世纪起的冲突。

## 保加利亚方面
保加利亚第一帝国在西蒙大帝（893-927年在位）的统治下达到顶峰，与拜占庭帝国的战争屡战屡胜。但从10世纪中叶起拜占庭开始占上风。保加利亚和拜占庭自10世纪60年代末期便更加频繁的发生战争，到了1000年，几乎每年都会发生战争。保加利亚第一帝国同时也逐渐衰落，但依然和拜占庭在色雷斯周旋。1009年保加利亚在希腊北部被拜占庭打败。此后双方在色雷斯互有胜负。

## 拜占庭方面
拜占庭和保加利亚的冲突其实早在6世纪末就存在。811年，普里斯卡战役爆发，拜占庭大败而归。此后几十年拜占庭和保加利亚基本没有发生战争。893年西蒙大帝即位后，率兵进攻拜占庭帝国。拜占庭兵败求和，签订合约。合约规定拜占庭每年向保加利亚进贡。
913年拜占庭撕毁合约，西蒙大帝兴师问罪，拜占庭在答应保加利亚一些屈辱条件后停战。这进一步升温了保加利亚和拜占庭的矛盾。
从1000年开始，拜占庭皇帝巴西尔二世（963或976-1025年在位）开始发兵保加利亚。与保加利亚互有胜负，但拜占庭帝国还是打到了两国边界。一场由中兴的拜占庭帝国和衰落的保加利亚之间的恶战不可避免。

## 战斗
1014年7月29日，从君士坦丁堡出发的拜占庭军队与保加利亚20000军队开战。经过了一番激战，保加利亚大败。据说巴西尔在克雷迪昂战役后将每100名保加尔人战俘中中的1名剜去一目头前带路，99名剜去双目鱼贯相随；1.5万名战俘遣返回国。萨缪尔见此后不久惊骇而死。巴西尔二世亦因此役威名大震；保加尔人在此役中损失了萨穆伊尔军主力，终于在四年后被迫投降。